# Кладовий Яків
Я́ків Кладови́й — бандурист, артист, учасник Полтавської капели бандуристів із 1925 р. та об'єднаної Київської капели бандуристів із 1935 р. Майстер харківської школи Гната Хоткевича. Автор підручника гри на бандурі. Репресований у 1938 р.
Бандура зберігається в музеї Театрального мистецтва в Печерській лаврі.